# دانشگاه علم و هنر
دانشگاه علم و هنر دانشگاهی وابسته به جهاددانشگاهی است. این مؤسسه در سال ۱۳۷۷ فعالیت خود را با نام مؤسسه آموزش عالی غیرانتفاعی غیردولتی جهاد دانشگاهی استان یزد آغاز کرد. پس از کسب موافقت شورای گسترش وزارت علوم در تیر ۱۳۹۲ این مرکز به دانشگاه ارتقاء گردید. این مرکز آموزشی با سه شعبه در شهرهای یزد و اردکان و اشکذر فعالیت خود را گسترش داد.
این مرکز به آموزش بیش از ۵۰۰۰ دانشجو را در ۷۵ کد رشته در مقاطع مختلف مشغول است و دارای ۲۵ هزار مترمربع فضای آموزشی در قالب سه دانشکده در شهرهای یزد، اردکان و اشکذر می‌باشد.

## دانشکده‌ها
دانشکده‌های این دانشگاه عبارتند از:
- دانشکده فنی و مهندسی یزد
- دانشکده علوم انسانی یزد
- دانشکده علوم انسانی اشکذر
  - دانشکده هنر اردکان[۲]